# 春日神社 (本巣市根尾神所)
根尾神所春日神社は岐阜県本巣市根尾神所にある武御雷命ほか四柱を祀る春日神社。根尾谷合の惣社にして旧郷社。所蔵する能装束が日本国により重要文化財に指定されている。
延喜2年（902年）に醍醐天皇の皇子が根尾に流罪となった際に、家臣の川口平馬尉がその傷心を慰めるために故郷の春日大社から勧請して祀ったのが始まりとされる。後にこの皇子の子孫は根尾、徳山の領主となって根尾氏を称した。元亀年間に暴風により倒壊したが、根尾氏に再建された。その後根尾氏は滅びて社運が傾いたが、元禄13年（1700年）に領主の戸田氏により再建された。
神社裏手の山が三笠山と呼ばれるほか、かつて境内にあった池が猿沢池と称していたなど、奈良の地名にちなんで地形が名付けられていた。
神宝のうち、安土桃山時代のものとみられる紺地白鷺文繍狩衣、紅地牡丹唐草文黄緞狩衣、茶海気狩衣ならびに白地草花文描絵角帽子2点の能装束が1986年6月6日に重要文化財に指定された。2023年現在、これらは岐阜県博物館に寄託されている。これに加えて室町時代から江戸時代にかけての能面が残されており、こちらは市指定の文化財となっている。また永和4年（1378年）の大般若経、鎌倉時代から室町時代にかけての銅造懸仏、元亀4年（1573年）の銅造鰐口、室町時代の鍍金鋳造仏像が廃仏毀釈を免れて現在まで残り、本巣市の文化財に指定されている。さらに、境内にある大フジは根尾入道（南朝方の武将）が植えたと伝わり、春日神社の大フジとして本巣市の天然記念物に指定されている。